# HJ i HT contra el Ministre de l'Interior
HJ (Iran) and HT (Cameroon) v Secretary of State for the Home Department (HJ (Iran) i HT (Camerun) contra el Secretari de l'Estat per al Departament d'Interior) és un cas resolt pel Tribunal Suprem del Regne Unit sobre dos homes, de l'Iran i Camerun respectivament, que sol·licitaven asil al Regne Unit per la seva homosexualitat. Les sol·licituds dels homes havien estat rebutjades prèviament pels tribunals d'apel·lació sobre la base que no s'enfrontarien a la persecució en els seus propis països si ocultaven la seva sexualitat. Per tant, el recurs es va centrar en la qüestió de si es podia esperar raonablement que els homes, al seu retorn, toleressin aquest requisit de discreció; l'anomenada prova de «discreció» o «tolerabilitat raonable». Van intervenir la Comissió d'Igualtat i Drets Humans, un organisme públic no departamental a Anglaterra i Gal·les, i l'Alt Comissionat de les Nacions Unides per als Refugiats.
El cas es va veure entre el 10 i el 12 de maig de 2010 i la sentència es va dictar el 7 de juliol de 2010, en la qual els cinc jutges del Tribunal va dictaminar per unanimitat que no es podia esperar que els homes ocultessin la seva sexualitat d'aquesta manera, i que era erroni aplicar l'anomenada «prova de discrecionalitat» a tals reclamacions. Els casos van ser remesos per a ser reconsiderats d'acord amb les recomanacions contingudes en la sentència.
Lord Hope, que va llegir la sentència, va dir:
| « | To compel a homosexual person to pretend that his sexuality does not exist or suppress the behaviour by which to manifest itself is to deny his fundamental right to be who he is. Homosexuals are as much entitled to freedom of association with others who are of the same sexual orientation as people who are straight. | Obligar una persona homosexual a fingir que la seva sexualitat no existeix o a suprimir el comportament pel qual es manifesta és negar el seu dret fonamental a ser qui és. Els homosexuals tenen tant dret a la llibertat d'associació amb altres persones de la seva mateixa orientació sexual com els heterosexuals. | » |